# Klášter dehoniánů (Teplice)
Klášter Misionářů Nejsvětějšího Srdce Ježíšova (dehoniánů) existoval v Teplicích v letech 1909–1945.

## Historie koleje
Z dehoniánského kláštera v Dubí přišli někteří členové kongregace do Teplic, kde působili jako výpomocní katecheti na různých teplických školách. Superior tohoto domu však byl totožný se superiorem v Dubí. V Teplicích na tzv. „Královské Výšině“, (německy) Köningshöhe, měla kongregace studentský konvikt a juvenát.
Činnost Misionářů Nejsvětějšího Srdce Ježíšova v Teplicích skončila po konci II. světové války a po následném odsunu německého obyvatelstva.